# Костёр (Чувашия)
Костёр (чув. Костёр) — посёлок в Ибресинском районе Чувашской Республики. Входит в состав Ширтанского сельского поселения.

## География
Находится в центральной части Чувашии на расстоянии приблизительно 5 км на запад-юго-запад по прямой от районного центра посёлка Ибреси.

## История
Известен с 1926 года как выселок из деревни Ширтаны. В 1926 году учтено 2 двора и 5 жителей, в 1939 году — 160 человек, в 1979 188. В 2002 году отмечено 40 дворов и в 2010 — 42.

## Население
Население составляло 124 человека (чуваши 99 %) в 2002 году, 113 в 2010.